# وروجک‌ها
وروجک‌ها با نام اصلی اینم از اتوبوس دوطبقه (انگلیسی: Here Come the Double Deckers) نام یک مجموعهٔ تلویزیویی بریتانیایی ویژهٔ کودکان بود که در ۱۷ قسمت، در سال‌های ۱۹۷۰ تا ۱۹۷۱ از شبکه‌های بی‌بی‌سی وان و ای‌بی‌سی به روی آنتن رفت.
این سریال دربارهٔ ماجراهای ۷ کودک است که پاتوق‌شان یک اتوبوس دوطبقهٔ مستعملِ قرمزرنگِ شهر لندن است که در یک محوطهٔ متروک رها شده‌است.